# 小行星19533
小行星19533（19533 Garrison）是一颗绕太阳运转的小行星，为主小行星带小行星。该小行星于1999年4月7日发现。

## 轨道参数
小行星19533的轨道半长轴为2.2068895 UA，离心率为0.168。